# 桜井哲夫 (詩人)
桜井 哲夫（さくらい てつお、1924年〈大正13年〉7月10日 - 2011年（平成23年）12月28日）は、日本の詩人、小説家。青森県北津軽郡鶴田村（後の鶴田町）出身、水元村立元尋常高等小学校高等科卒業。ハンセン病回復者で、「日本で最後のらい詩人」「らい文学の最後を告げる詩人の1人」とも呼ばれる（『らい』はハンセン病のこと）。本名は長峰 利造（ながみね としぞう）。

## 経歴
13歳のときに、ハンセン病を発病。当時の唯一の治療薬であった大風子油で治療が行われたが、効果は見られなかった。1941年（昭和16年）10月、17歳のときに群馬県吾妻郡草津町の国立ハンセン病療養所である国立療養所栗生楽泉園に入園した。もっとも当時はハンセン病療養所でも特効薬などない上に、ハンセン病は恐るべき伝染病と誤解されていたことから、事実上の隔離生活であった。当時の日本のハンセン病政策のもと、このときより「桜井哲夫」の偽名を名乗り、出自を明かすことは許されなくなった。
学生生活を捨てて入園を強いられた桜井は勉学を強く望んでおり、入園からしばらく後、文学を学ぶために園内の短歌会に入会。同時期に園内のある人物から仏教哲学を短歌に役立てることを勧められ、成唯識論、阿毘達磨倶舎論、鈴木大拙や西田幾多郎の著書などを読み漁った。なお短歌会は、時代が戦中に突入したために中止となった。
1946年（昭和21年）、園内の女性と結婚。当時は子孫を残さないよう断種することが結婚の条件であったが、この手術が不完全だったため、妻は妊娠。人工妊娠中絶を強いられ、生まれた娘はその日の夜に死去した。1953年（昭和28年）、妻も白血病で死去した。
戦後にはハンセン病の特効薬としてプロミン（グルコスルホンナトリウム）が使用され始めたが、当時はまだプロミンによる治療は黎明期にあり、桜井もプロミンの過剰投与の副作用により高熱に侵され、1954年（昭和29年）に失明。化膿した眼球は摘出され、声帯も侵され、両手の指も失い、滅菌のために顔面を焼きごてで焼かれてケロイド状となり、口角は裂け、鼻も崩れて鼻孔を残すのみとなった。これらの桜井の後遺症は、園内のハンセン病回復者たちの中でも特に重いものだった。後に親交を持つ者たちも、最初に会ったときの感想を「びっくりした」「直視できなかった」と語っている。

### 詩作活動
1983年（昭和58年）、当時の栗生楽泉園の園長に詩集出版の手伝いを依頼され、園内の詩人団体である栗生詩話会に入会。ハンセン病問題にも取り組む詩人・村松武司らの指導を受け、失明前の記憶を頼りに、故郷の風景などを詠んだ詩の創作を開始した。詩作を通じてさらに文学に傾倒し、神学も学び、聖書も読み漁った。その中でも特に、国際らい学会事務局長であるスタンレー・G・ブラウンには大きな影響を受けた。
1985年（昭和60年）に受洗し、カトリック教徒となった。ただし「教会の真面目くささが嫌い」「声が出ないから讃美歌が歌えるわけでもない」と言い、教会には年に一度行けば良い方だった。受洗の動機は、聖書や賛美歌を身近なものにし、口語体の詩の韻を知りたいためと語っていた。
1988年（昭和63年）、亡き娘への想いなどを綴った初の詩集『津軽の子守唄』を刊行。次いで栗生詩話会の選者の1人であった斎田朋雄の助言のもと、1991年（平成3年）に詩集『ぎんよう』を刊行。前述の村松武司が1993年（平成5年）に死去した後、桜井は村松に深く傾倒していたことから、村松への追悼を主とした詩集『無窮花抄』を翌1994年（平成6年）に刊行した。前述のような視覚や指の障害に加え、皮膚感覚もほとんど失われていたために点字を打つこともできず、頭の中で組み立てた文章をほかの人が代筆することによる詩作であった。
詩集による収益は、それまでに貯めた年金と合せ、タイのハンセン病コロニーの貯水池新設のために寄付した。日本国外のハンセン病患者たちとの共生への願いが理由であった。後にはアフガニスタン支援としてペシャワール会への寄付、日本国外の難民支援を行う教会への献金などの社会貢献も果たした。
1995年（平成7年）、栗生詩話会の選者を務めていた森田進の当時の教え子の1人、在日韓国人3世の女学生・金正美と知り合った。交流を重ね、後に祖父と孫も同然の間柄となった。また、金が後述の遠出の際に同行して身の回りの世話をしたり、声帯の侵されている桜井に代わって声を出したりと、重要なサポート役となることで、行動範囲も広がった。翌1996年（平成8年）、唯一の自伝小説『盲目の王将物語』を刊行。
1999年（平成11年）、前述のタイへの支援の礼としてタイのハンセン病コロニーから招待され、タイ旅行へ出発。翌2000年（平成12年）、その体験をもとにした詩集『タイの蝶々』を刊行した。
2001年（平成13年）、金正美と写真家の権徹（後述）の協力のもと、大韓民国釜山広域市へ出発。亡き妻の父が水豊ダム建設に携わっており、その建設作業に駆り出された多くの韓国労働者がダムの底に眠っているといわれたことから、その謝罪の旅であった。現地ではハンセン病の定着村など訪問し、会う人ごと謝罪を繰り返した。また新羅大学校の日本文学科で詩と哲学についての講義を行ない、学生たちは涙を流しながら桜井の話に聞き入っていたという。帰国直後に入院し、生死を賭けた手術を受けるが、その病床の中、日本国民としての韓国・朝鮮への贖罪の思いを綴った詩集『鵲の家』を書き下ろした。
同2001年、らい予防法違憲国家賠償訴訟の証言台に立ち、亡き妻の中絶の経験を語った。この訴訟でのハンセン病患者に対する日本国の謝罪が機となり、同2001年10月、青森県知事が謝罪文を桜井に渡して帰郷を要請したことで、60年ぶりに帰郷を果たした。2004年（平成16年）に、郷里への想いを綴った詩集『津軽の声が聞こえる』を刊行。
2005年（平成17年）には「ハンセン病への偏見の根絶を世界に訴えたい」「詩集をヨハネ・パウロ2世に届けたい」との思いから、詩集『津軽の声が聞こえる』が慶應義塾大学教授のチャールズ・ドゥ・ウルフにより英訳され、『The Call of Tsugaru』の題で刊行された。ヨハネ・パウロ2世の逝去によりその思いは叶わなかったが、翌2006年（平成18年）、同年に教皇に就任したベネディクト16世に詩集を献呈。このことで謁見の機会が与えられて、翌2007年（平成19年）にバチカンにわたり、ベネディクト16世の一般謁見に参加。ベネディクト16世から直接の祝福を受けた。
2008年（平成20年）、親族の勧めのもと、最後の詩集『鶴田橋賛歌』を本名の長峰利造名義で刊行した。

### 晩年・没後
2011年秋より体調を崩し、同年12月28日、肺炎のため栗生楽泉園内で死去、没年齢87歳。
翌2012年（平成24年）2月、金正美を中心とする計画のもと、東京都の聖イグナチオ教会で「詩人桜井哲夫さん追悼ミサ」が行なわれた。宗派を超えたこの追悼式には日本全国から150人が集い、開催は3時間におよんだ。同年、両親が眠る郷里の墓に、本名の「長峰利造」として納骨された。

## 評価
栗生詩話会で桜井らの指導を務めた詩人の斎田朋雄は、桜井の作風を「表現技法を超える、たくましく明るい力を持っている」「人間性が濃厚で、エネルギッシュだ。そして非常に分かりやすい」と評価し、その詩的な視点を「らい文学の暗さの微塵もない、広角度の詩的視点」、詩人としての人間像を「闘病苦、望郷への思いを超えるヒューマニズム」「思想性、左翼デモクラシーにつながる、人間の平等意識への信念」と評価した。
同じく栗生詩話会の指導を務めた詩人の森田進は、盲目の上に点字も使えない桜井が頭の中のみで詩を作ることを指して「少年時代の津軽のリズムが漂っている。書き言葉よりは、口承文芸的な意味の多層性や遊びやおかしみが生き生きとひきだされている」と評価している。
自伝小説『盲目の王将物語』については、小説家の加賀乙彦は文章の軽みに着目しており、「書かれている内容が悲惨で深刻であるのに、文章は対象から一歩身を引き、そこに軽やかなユーモアと詩情を漂わすことに成功している」と評し、その作風を「詩人の小説の趣き」と表現している。

## メディア・関連作品
桜井の60年ぶりの帰郷は、その翌年の2002年（平成14年）にNHK総合テレビジョンのドキュメンタリー番組『にんげんドキュメント』で「津軽・故郷の光の中へ」として取り上げられ、公益財団法人放送文化基金による第28回放送文化基金賞（2001年度）のドキュメンタリー番組部門本賞を受賞、放送批評懇談会による第39回（同年度）ギャラクシー賞の選奨に選定された。
桜井と金正美の交流の模様は、2002年から2012年にかけ、青森放送のラジオ番組『おじぎ草の我が人生』『哲ちゃんとちょんみ』『金正美の青春 詩人桜井哲夫との17年』の3部作として放送され、それぞれ2002年度の日本民間放送連盟賞優秀賞、2007年度の同賞最優秀賞、2012年度の文化庁芸術祭ラジオ部門優秀賞を受賞した。
鉛筆画家の木下晋は、「津軽・故郷の光の中へ」に衝撃を受けたことが機になり、2006年（平成18年）より桜井の肖像画を描いた。辛苦を乗り越えた姿を描いた作品として鑑賞者に衝撃を与えており、完成同年から没後にかけて日本各地で展覧会が行なわれている。桜井をモデルに選んだ理由を「たたずまいから、すさまじい孤独がにじみ出ていた。この人を描きたいと思った」と語っており、その人物像について「普通なら世の中を恨んでも当たり前なのに、桜井さんは『今の自分がいるのは病気を与えてくれたから」』と、非常に知的で優しかったのが印象的。桜井さんの存在感を自分なりに確認する意味で、絵に表現した」と語っている。また肖像画製作時に東京大学建築学科の講師を務めていた木下は、特別講師として桜井を2回招いた。講義室は学生たちによって異様なほどの熱気に孕まれ、学生たちは涙を流して桜井の話に耳を傾けたという。
没後の2013年（平成25年）、ハンセン病回復者の写真でデビューした韓国人写真家の権徹による桜井の写真集『てっちゃん ハンセン病に感謝した詩人』が刊行され、翌2014年に東京都のブックフェア「今、読むべき30冊」に選ばれた。権は晩年の桜井と親交があり、桜井は自分の姿を権に撮影させたことについて「オレたちが死んだら、この国から、らいは消えてなくなってしまう。きっと貴重な記録になる。オレは、きっと画（え）になると思うよ」と語ったという。

## 著作
- 『津軽の子守唄 桜井哲夫詩集』編集工房ノア、1988年。
- 『ぎんよう 桜井哲夫詩集』SCSサイダ企画〈西毛文学双書〉、1991年1月。 NCID BA4416495X。
- 『無窮花抄 桜井哲夫詩集』土曜美術社出版販売、1994年5月31日。ISBN 978-4-8120-1335-9。
- 『盲目の王将物語』土曜美術社出版販売、1996年8月。ISBN 978-4-8120-0595-8。（自伝小説）
- 『タイの蝶々 詩集』土曜美術社出版販売、2000年4月。ISBN 978-4-8120-1237-6。
- 『鵲の家 詩集』土曜美術社出版販売、2002年1月。ISBN 978-4-8120-1318-2。
- 森田進 編『桜井哲夫詩集』土曜美術社出版販売〈新・日本現代詩文庫〉、2003年1月20日。ISBN 978-4-8120-1365-6。
- 『津軽の声が聞こえる』ウインズ出版、2004年6月。ISBN 978-4-9980795-4-5。
- 『鶴田橋賛歌』津軽書房、2008年3月。ISBN 978-4-8066-0205-7。（長峰利造名義）